# Malacomys cansdalei
Malacomys cansdalei är en däggdjursart som beskrevs av Ansell 1958. Malacomys cansdalei ingår i släktet långfotade råttor, och familjen råttdjur. IUCN kategoriserar arten globalt som livskraftig. Inga underarter finns listade i Catalogue of Life.
Arten blir 133 till 162 mm lång (huvud och bål), har en 178 till 208 mm lång svans och väger 63 till 101 g. Påfallande är de 40 till 44 mm långa bakfötter och de stora nakna öronen. Pälsen på ovansidan är ljusare än hos andra arter av samma släkte. Den bildas av hår som är grå vid roten och annars kanelbrun. På undersidan förekommer vit eller lite ljusgrå päls. Malacomys cansdalei har en långdragen nos och långa morrhår. Den långa svansen är bara täckt av några enstaka hår. Svansens ovansida är mörk och undersidan ljus.
Arten förekommer i västra Afrika i Elfenbenskusten, Ghana och troligen även i Liberia. Habitatet utgörs av tropiska regnskogar. Malacomys cansdalei hittas ofta vid vattendrag eller vid mindre träsk.
Individerna är aktiva på natten och de går främst på marken. Arten kan även simma. Den äter främst växtdelar samt några daggmaskar och andra ryggradslösa djur. En upphittad hona var dräktig med fyra ungar.